# Celama artica
Celama artica är en fjärilsart som beskrevs av Wilhelm M. Schöyen 1880. Celama artica ingår i släktet Celama och familjen trågspinnare. Inga underarter finns listade i Catalogue of Life.